# ケープカナベラル空軍基地第5発射施設
ケープカナベラル空軍基地第5発射施設（ケープカナベラルくうぐんきち だい5ふくごうはっしゃしせつ、英: Cape Canaveral Air Force Station Launch Complex 5;  LC-5）は、フロリダ州のケープカナベラル空軍基地にあるロケット発射施設である。レッドストーンや観測ロケットジュピターCの打上げに使用された。
この射場は、アラン・シェパードが搭乗したマーキュリー・レッドストーン3号の弾道飛行で有名であり、この飛行はアメリカ人初の有人宇宙飛行であった。ガス・グリソムのマーキュリー・レッドストーン4号もここから打ち上げられた。発射に失敗したマーキュリー・レッドストーン1号、無人で弾道飛行をしたマーキュリー・レッドストーン1A号、チンパンジーのハムを乗せたマーキュリー・レッドストーン2号などもここから打ち上げられている。
1956年から1961年まで、合計23回の打上げがこのLC-5から行われ、内16回はレッドストーン、7回はジュピターCだった。
LC-5は現在ミュージアムとなっており、マーキュリー・レッドストーン・ロケットの打上げに使用された当時の装置がブロックハウスの中で展示されている。